# Rak (znak)
Rak (lat. Cancer) je jedan od 12 horoskopskih znakova. Osobe rođene od 22. lipnja do 23. srpnja su rođene u znaku raka.
- Vladajući planet - Mjesec
- Element - Voda